# 케나: 브릿지 오브 스피릿
케나: 브릿지 오브 스피릿(Kena: Bridge of Spirits)은 2021년에 출시된 액션 어드벤처 게임으로, 엠버 랩이 개발하고 배급했다. 이 게임은 마법 능력을 사용하여 사망한 사람들이 육체 세계에서 영혼 세계로 이동하도록 돕는 젊은 영혼 가이드인 케나의 이야기를 따른다. 게임은 3인칭 시점으로 진행된다. 플레이어는 케나의 지팡이를 사용하여 적을 공격하고, 자신의 펄스 능력을 사용하여 공격을 방어한다. 플레이어는 롯(Rot)으로 알려진 작은 영혼 동반자를 수집하는 임무를 맡는데, 이들은 임무를 완수하고 적과 싸우는 것을 돕는다.
이 게임의 개발은 엠버 랩의 창립자인 마이크와 조시 그리어 형제가 주도했다. 상업 광고 및 브랜드 애플리케이션 제작에 5년을 보낸 후, 개발팀은 2016년 이후 독창적인 비디오 게임 제작으로 전환했다. 그들은 콘솔 독점 계약을 위해 소니 인터랙티브 엔터테인먼트와 파트너십을 맺고 팀을 15명의 핵심 직원으로 늘렸다. 게임의 아트는 베트남 애니메이션 스튜디오 스파르크스와 협력하여 제작되었으며, 가상의 세계는 일본과 발리와 같은 동양적인 장소에서 영감을 받았다. 오리지널 스코어는 제이슨 갈라티가 작곡했으며, 그는 발리 음악 단체인 가믈란 추다마니와 협력하여 문화에 존중하는 가믈란 음악을 만들었다.
케나: 브릿지 오브 스피릿은 2021년 트라이베카 영화제에서 공개되었다. 부분적으로 코로나19 팬데믹으로 인한 일부 지연 후, 이 게임은 플레이스테이션 4, 플레이스테이션 5, 그리고 Windows로 2021년 9월 21일에 출시되었으며, 엑스박스 원과 Xbox Series X/S로 2024년 8월 15일에 출시되었다. 게임은 일반적으로 긍정적인 평가를 받았으며, 특히 예술적 디자인, 오리지널 음악, 그리고 롯의 사용에 대한 찬사가 있었지만, 비평가들은 게임 플레이, 내러티브, 그리고 캐릭터에 대해서는 의견이 나뉘었다. 이 게임은 비디오 게임 출판 및 시상식에서 여러 상과 후보 지명을 받았다.

## 게임 플레이
케나: 브릿지 오브 스피릿은 3인칭 시점에서 플레이되는 액션 어드벤처 게임이다. 플레이어는 마법 능력을 가진 젊은 영혼 가이드인 케나를 조종한다. 전투에서 플레이어는 케나의 지팡이를 사용하여 약한 공격, 강한 공격, 그리고 차지 공격을 할 수 있다. 업그레이드를 통해 지팡이는 활로 변하며, 이것은 적을 공격하거나, 갈고리 역할을 하거나, 결정을 맞춰 퍼즐을 해결하는 데 사용될 수 있다. 적의 공격을 방어할 때, 플레이어는 케나의 펄스 능력을 활성화할 수 있으며, 이것은 방어막 역할을 하고 공격을 받으면 소모되는 체력을 가지고 있다. 이것은 단서를 제공하고 물체를 활성화하는 데 사용되며, 업그레이드를 통해 플레이어는 앞으로 돌진할 수 있으며, 이것은 영혼 영역의 장벽을 통과하거나, 공격을 회피하고 적을 기절시키거나, 영혼 적을 실체화하는 데 사용될 수 있다. 공격 전에 펄스 능력을 활성화하면 적을 기절시킨다. 플레이어는 영혼 폭탄을 사용할 수 있으며, 이것은 번쩍이는 바위를 공중 부양시켜 플랫폼으로 사용하거나 적에 대한 기절 공격으로 사용될 수 있다.
플레이어는 롯이라고 알려진 작은 영혼 동반자를 수집하는 임무를 맡는다. 그들은 물체를 움직이거나, 특정 모양을 취하거나, 적을 교란시키는 것과 같은 임무를 완료하도록 지시받을 수 있다. 플레이어는 롯이 전투에 참여하기 전에 충분한 용기를 수집하기 위해 적에게 피해를 입혀야 한다. 전투 중에 롯에게 임무를 완료하도록 지시하면 용기가 소모되며, 이것은 적을 계속 공격하고 떨어지는 용기를 수집함으로써 회복될 수 있다. 롯은 플레이어의 화살이나 폭탄에 주입되어 더 강력한 공격을 제공할 수 있다. 롯은 다른 모자로 꾸밀 수 있으며, 이것은 임무를 완료하거나 상자를 열어 발견할 수 있다. 발견되면 게임 세계 전반에 걸쳐 얻고 발견한 보석을 사용하여 구매할 수 있는 롯 모자 카트에서 사용할 수 있다. 플레이어는 임무를 완료하고 수집품을 찾음으로써 카르마를 얻는데, 이것은 더 강력한 공격이나 더 강력한 방어막과 같은 업그레이드와 능력을 잠금 해제하는 데 사용된다. 게임 세계 전반에 걸쳐 플레이어는 마을 내의 지역을 잠금 해제하고 그 안에 있는 영혼을 해방시키는 데 사용되는 영혼 우편을 발견할 수 있다. 플레이어는 명상할 수 있는 장소를 찾을 수 있으며, 그렇게 하면 전체 체력 게이지가 증가한다. 이 게임은 듀얼센스 컨트롤러의 햅틱 피드백을 케나의 영혼 활과 같은 기능에 사용한다.

## 줄거리
케나: 브릿지 오브 스피릿의 세계에서는 사망한 사람들이 트라우마를 겪거나 미완성이라고 느끼면 육체와 영혼 세계 사이에 머물 수 있다. 영혼 가이드의 임무는 그들의 어려움을 이해하고 그들이 계속 나아가도록 돕는 것이다. 게임에서 케나(데와 아유 데위 라라산티)라는 이름의 젊은 영혼 가이드는 신성한 산신사를 찾아 버려진 마을로 여행한다. 그녀는 롯이라고 불리는 작은 동반자들을 모으며, 그들은 그녀의 여행 내내 그녀를 돕는다. 마을로 가는 길에 그녀는 강력한 가면을 쓴 영혼과 맞서는데, 그는 자신이 숲의 부패의 원인이며, 그것을 썩게 만들고 땅에 치명적인 괴물을 풀어놓고 있다는 것을 드러낸다. 케나는 그의 영혼이 계속 나아가도록 도울 수 있다고 주장하지만, 그는 거절하고 떠난다. 마을에서 케나는 전 장로인 자주로(블라스타 브라나)를 만나는데, 그는 그녀가 신사로 가는 길을 허가받기 전에 갇힌 영혼들을 도와야 한다고 알려준다.
케나는 두 명의 어린아이인 사이야(샘 카발라로)와 베니(조슈아 빈센트)의 영혼을 따르는데, 그들의 형인 타로(토드 페넬)는 계속 나아가는 데 어려움을 겪는 불안한 영혼이다. 타로의 기억의 유물을 발견한 후, 케나는 그를 압도한 부패를 물리친다. 타로는 부모님을 죽이고 마을 전체에 퍼진 질병이 발생한 후, 그는 형제들을 데리고 루수(앨런 아델베르그)에게 도움을 청했지만 마을로 돌아가라는 말을 들었다고 케나에게 말한다. 돌아오는 길에 타로는 산신사의 폭발을 목격했으며, 그 영향으로 마을이 파괴되었다. 영혼으로서 그는 필사적으로 형제들을 찾았지만 부패가 그를 압도했다. 케나는 타로에게 자신을 용서하라고 말하고, 그의 형제들이 그를 필요로 한다고 말한다. 그는 그들을 포옹하고, 그들의 영혼은 계속 나아간다.
케나는 마을의 목공인 아디라(앰버 골드파르브)를 도우려 한다. 가는 길에 그녀는 아디라의 파트너인 하나(기타 밀러)의 영혼과 마주친다. 케나가 아디라의 기억의 유물을 찾은 후, 아디라는 자신과 하나가 마을 심장부의 산 에너지를 집중시키는 방법을 발견했지만, 그것이 사라지기 시작했다고 케나에게 말한다. 질병이 마을 전체에 퍼지기 시작했을 때, 하나는 음식과 물자를 찾기 위해 떠났지만 결코 돌아오지 않았다. 하나가 집으로 돌아오는 길을 찾도록 돕기 위해 아디라는 탑을 짓고 그 꼭대기에 마을 심장부를 놓았다. 그렇게 하는 동안 산신사가 폭발하여 그녀를 파괴했다. 케나는 아디라에게 자신을 용서하라고 말하고, 그녀와 하나가 함께 만든 작품은 영원히 땅의 일부가 될 것이라고 말한다. 아디라와 하나는 서로를 포옹하고, 그들의 영혼은 계속 나아간다.
산신사에 도달하기 위해 케나는 전 마을 지도자인 토시(마사시 오다테)로 밝혀진 강력한 가면을 쓴 영혼을 도우려 하지만, 그의 부패가 그녀를 압도한다. 케나는 영혼 세계에서 토시의 과거의 유물을 찾고 그를 부패에서 해방시키려 하지만, 그는 다시 그녀를 압도하고 롯을 조종한다. 그녀는 산 정상에서 그와 맞서는데, 그는 롯과 부패를 융합하여 거대한 부패한 롯 괴물을 만든다. 케나는 롯을 되찾고 괴물을 물리친다. 토시는 마을이 질병에 시달린 후 답을 찾았다고 케나에게 말한다. 자쥬로는 그것이 롯 신의 자연스러운 순환이며 새로운 집을 찾아야 한다고 말했지만, 토시는 거부했다. 그는 백성에게 가해진 고통에 대해 묻기 위해 산 정상에서 롯 신과 맞섰다. 롯 신은 답하지 않았고, 토시는 그를 죽이고 폭발을 일으켜 마을과 주민들을 파괴했다. 케나는 토시에게 자신을 용서하라고 말하고, 그의 영혼과 자쥬로의 영혼은 계속 나아간다. 케나는 롯에게 작별 인사를 하는데, 롯은 롯 신의 조각들로 밝혀진다. 케나가 산신사에서 명상하는 동안 롯은 합쳐져 롯 신의 영혼을 복원한다.

## 개발

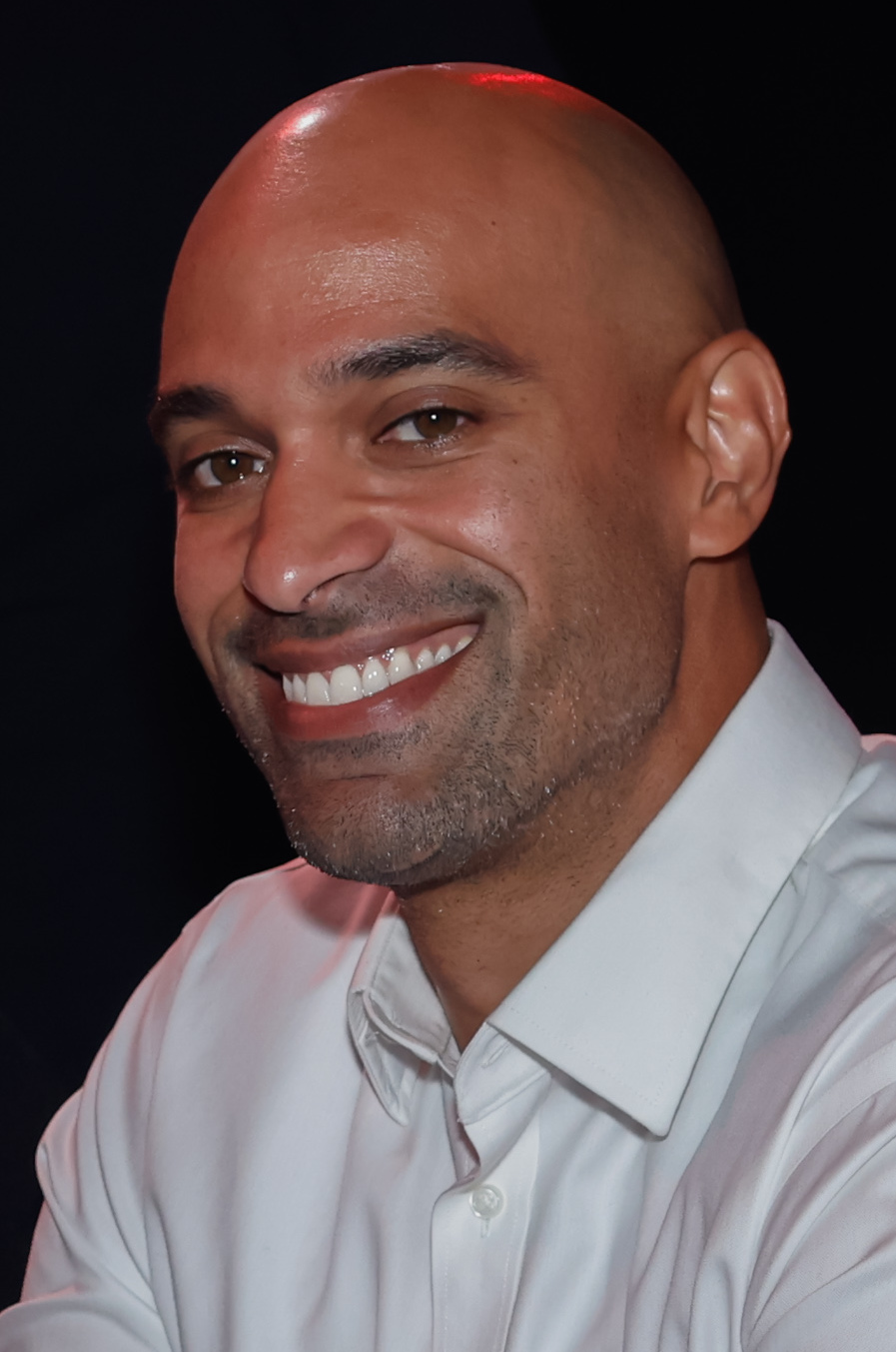
엠버 랩 공동 창립자 조시 그리어는 케나: 브릿지 오브 스피릿을 쓰고 제작했다.

케나: 브릿지 오브 스피릿은 로스앤젤레스에 위치한 독립 스튜디오 엠버 랩에서 개발했다. 2009년 마이크와 조시 그리어 형제가 설립한 이 스튜디오는 여러 애니메이션 광고와 브랜드 게임 애플리케이션 작업을 했으며, 2016년에는 젤다의 전설: 무쥬라의 가면을 기반으로 한 바이럴 단편 영화 "Terrible Fate"를 공개했다. Terrible Fate 출시 후, 개발팀은 비디오 게임 제작이 "자연스러운 다음 단계"라고 느꼈다. 케나: 브릿지 오브 스피릿의 스토리를 개발하는 동안, 엠버 랩은 애니메이션 영화나 시리즈를 고려했다. 롯을 만든 후, 그들은 게임플레이와 내러티브 사이의 연결을 제공하는 생명체이기 때문에 비디오 게임이 더 적합할 것이라는 것을 깨달았다.
소규모 팀과 함께 마이크는 프로그래밍 경험을 활용하여 몇 년에 걸쳐 프로토타입을 만들었고, 이후 더 많은 개발 경험이 있는 직원을 고용했다. 프로토타입이 완성된 후, 2017년 3월에 업계 베테랑 티나 코왈렙스키의 도움을 받아 잠재적인 배급 파트너에게 피칭을 시작했다. 그들은 여러 배급사가 Terrible Fate에 익숙하다는 것을 알게 되었다. 엠버 랩은 2017년 10월에 소니 인터랙티브 엔터테인먼트와 콘솔 독점 계약을 체결했으며, 소니는 자금 및 마케팅을 지원했다. 팀은 15명의 핵심 직원으로 성장했으며, 다른 스튜디오의 도움을 아웃소싱했다. 마이크 그리어는 스튜디오의 창의적인 요소를 다루었고, 조시는 비즈니스 및 관리 측면에서 일했다. 최종 게임은 원래 구상했던 것보다 더 큰 범위였다.
2020년 10월, 전 디자이너 브랜든 포포비치는 엠버 랩이 게임 작업에 대해 완전히 보상하지 않았고 지분 및 승진에 대한 약속을 이행하지 않았다고 주장했다. 익명의 소스는 비슷한 주장을 제기하며 회사에 미지급된 초과근무 및 정규직 약속 불이행을 비난했다. 엠버 랩은 모든 청구서가 지불된 기록이 있으며 지분이나 승진에 대한 약속을 부인한다고 응답했다.

### 아트 및 게임 플레이 디자인
게임의 아트를 위해 엠버 랩은 베트남 애니메이션 스튜디오인 스파르크스와 협력했다. 팀은 개발 초기 베트남 스튜디오를 방문하여 원활한 프로세스를 보장했다. 2016년 원본 프로토타입에서 마이크 그리어와 함께 작업한 수석 환경 아티스트 줄리앙 버뮬렌은 두 스튜디오와 모두 작업했다. 초기 프로토타입은 유니티 엔진을 사용했지만, 나중에 언리얼 엔진 4로 전환했다. 대부분의 개발은 플레이스테이션 4에서 이루어졌으며, 팀은 플레이스테이션 5를 위한 개발 키트를 제공받을지 확신하지 못했지만, 소니가 결국 승인했다. 팀은 주말에 완성할 수 있는 "풍부한 경험"을 만들고 싶었다. 게임의 가상 세계는 일본과 발리를 포함한 여러 동양적인 장소에서 영감을 받았다. 게임 전반의 상징은 일본 및 동남아시아 문화에서 영감을 받았다. 전투 디자이너 제임스 벡은 프로젝트를 애니메이터 및 조명/셰이딩 아티스트로 시작한 후 전투로 전환했으며, 캐릭터 애니메이션과 적 행동을 동시에 작업하는 것이 더 원활한 통합으로 이어졌다는 것을 발견했다.
개발 중 일정 기간 동안 케나는 각 능력에 대해 별도의 영혼 게이지를 가졌지만, 팀은 궁극적으로 전투의 난이도가 자원 관리보다는 적과 그들의 공격에서 비롯되기를 원했다. 그들은 게임 플레이가 깊이가 있으면서도 플레이어가 이해하기 쉬운 단순한 것이기를 원했다. 게임 플레이 중 애니메이션을 취소할 수 있는 능력은 더 나은 페이싱과 반응성을 허용했기 때문에 필수적인 것으로 간주되었다. 마이크와 조시 그리어는 테스터에게 더 높은 품질의 제품을 제공하고 싶었기 때문에 개발 내내 게임 테스트를 자주 연기했다. 그들은 결국 테스트가 개발 초기부터 시작되었어야 했다고 느꼈다.

### 캐릭터 디자인
게임의 초기 프로토타입은 적대자로서 롯에 초점을 맞췄고 케나는 등장하지 않았다. 팀이 케나를 만들었을 때, 그녀는 처음에는 더 어렸지만(약 7~8세), 이야기와 주제가 더 경험이 풍부하고 성숙한 주인공을 요구한다고 느꼈다. 그녀는 원래 많은 능력이 부족했고 작업을 완료하기 위해 롯에 더 많이 의존했으며, 마이크 그리어는 이를 2009년 게임 소년과 괴물에 비유했다. 더 많은 개념을 탐색한 후, 팀은 케나를 혼자서 강하게 만들었지만, 롯과 팀을 이루면 더 강력하게 만들었다. 수석 캐릭터 디자이너 빅 쿤은 케나의 외모가 세상과 어울리면서도 돋보이도록 디자인했다. 한때 케나는 긴 망토를 가졌지만, 애니메이션이 너무 산만하다고 판단되어 숄로 대체되었다. 쿤은 그녀의 옷이 비대칭적이고 수제이며 실용적인 느낌을 주도록 의도했다. 케나의 원래 3D 프로토타입 모델은 호드리고 곤살베스가 만들었는데, 그는 캐릭터의 머리와 같은 세부 사항에 대한 실시간 렌더링을 개선했다. 케나의 머리카락을 위해 팀은 솔리드 지오메트리(효과적인 조명 및 정의된 모양을 위해)와 알파 평면(개별 머리카락 세부 사항을 위해) 사이의 블렌드를 발견했다. 유사한 작업이 케나의 의상과 지팡이에 적용되었으며, 캐릭터의 전통과 헌신을 반영하도록 의도되었다. 팀은 케나의 표정, 머리카락, 손에 대한 디지털 라이브러리를 만들어 다양한 포즈를 빠르게 선택하고 캐릭터의 개선 및 일관성을 보장했다.
케나는 젊은 아시아 소녀이다. 조시 그리어는 팀이 "게이머들이 이전에 보지 못한 독특한 주인공을 항상 계획했다"고 말했다. 케나의 목소리를 맡은 데와 아유 데위 라라산티는 원래 발리 음악 단체인 가믈란 추다마니를 설립하고 게임 스코어에서 엠버 랩과 협력한 부모를 통해 프로젝트에 참여하게 되었다. 라라산티는 일부 노래에서 연주했다. 라라산티는 어릴 때 두 나라를 자주 여행하며 발리 문화와 미국 문화 모두에 대한 연결 때문에 부분적으로 이 역할에 선택되었다. 그녀는 게임의 주제가 발리에서의 삶의 경험과 일치한다고 느꼈고, 케나를 해석할 때 아버지로부터 배운 발리 문화 지식을 활용했다. 예를 들어, 그녀는 장로와 상호 작용할 때 더 부드럽고 형식적인 어조로 말했다. 마찬가지로, 그녀는 발리인들이 종종 축복과 보호를 구하는 신성한 영혼인 세수흐난을 대하는 방식과 유사하게 롯을 대했다.
라라산티는 로스앤젤레스 캘리포니아 대학교에서 세계 예술 및 문화 전공과 민족음악학 부전공 공부가 역할을 위해 "마음을 열어주는 것"에 도움이 되었다는 것을 알게 되었다. 그녀는 수업에 방해가 되지 않도록 주말마다 엠버 랩과 정기적으로 녹음했다. 라라산티는 이 역할을 위해 연기하기 전에 음성 배우인 어머니와 정기적으로 연습했다. 그녀는 어머니의 집 녹음 스튜디오를 사용하여 연기를 녹음했다. 그녀는 그랜드 테프트 오토와 같은 게임의 배우 간 상호 작용, 그리고 아바타: 아앙의 전설과 코라의 전설과 같은 쇼의 정적인 소리나 싸우는 소리를 연구했다. 역할의 육체성은 라라산티가 녹음하는 동안 움직이게 만들었고, 종종 마이크나 녹음 부스의 벽을 치기도 했다. 그녀는 전투 장면을 녹음하기 전에 의도적으로 오빠와 논쟁하여 연기를 더 설득력 있게 만들었다. 그녀는 2020년 중반에 대부분의 녹음을 수행했다.
게임의 캐릭터는 키 프레임 애니메이션을 사용하여 손으로 애니메이션되어 더 자세한 개성을 더했다. 팀은 게임 중 감정의 미묘함을 사용하여 플레이어가 롯과 연결되어 있다는 느낌을 받기를 원했고, 이 유대감을 효과적인 전투 게임 플레이에 사용하기를 원했다. 그 생명체는 종종 특정 톤을 달성할 때 개발의 초점이었다. 타로 역을 맡은 토드 페넬은 부패한 버전의 타로(다른 배우가 연기)와 대조하기 위해 "[자신의] 목소리를 조금 더 취약하게" 만들었다. 타로의 고통과 슬픔을 묘사할 때, 페넬은 23세에 어머니가 돌아가셨을 때 느꼈던 "분노, 취약함, 슬픔, 그리고 죄책감"을 회상했다. 그는 사랑하는 사람을 잃은 후, "달리 했어야 하거나 할 수 있었을 것이라고 생각하는 것을 되짚어보는 것은 정말 어렵다"고 말했다. 페넬은 엠버 랩의 소규모 팀과 함께 일하는 것이 그의 연기 과정을 더 "접근 가능하게" 만들었다고 느꼈으며, 그의 이전 비디오 게임 작업과 비교하여 대본의 길이와 내용에 놀랐다. 코로나19 팬데믹으로 여행이 불가능해지자, 엠버 랩은 마사시 오다테가 토시의 대사를 녹음할 수 있도록 일본에 있는 그의 집으로 녹음 장비를 보냈다. 격투 장면을 녹음하는 동안 그는 걱정하는 경비원의 방문을 받았다. 사이야 역을 맡은 샘 카발라로는 보호적인 큰 언니로서 자신의 삶에서 영감을 얻었다. 그녀는 줌으로 개발팀과 대화하면서 대사를 녹음했다.

### 음악 제작
게임의 오리지널 스코어는 제이슨 갈라티가 작곡했다. 갈라티는 가믈란 음악에서 영감을 얻기 위해 듣고, 문화에 존중을 유지하고자 2017년에 가믈란 그룹에 협력을 요청했다. 그는 원래 발리 음악 단체인 가믈란 세카르 자야에게 연락했고, 그들은 그를 가믈란 추다마니에게 소개했다. 추다마니의 부감독이자 수석 보컬인 에미코 사라스와티 수실로는 처음에는 전통적인 가믈란 음악이 비디오 게임에 등장하는 것을 망설였지만, 팀과 대화하고 게임의 주제와 공감한 후 협력에 동의했다. 그녀는 갈라티와 개발팀에게 발리 문화에 대한 "오리엔테이션"을 제공하여 그들이 존중할 수 있도록 보장했다.
갈라티와 마이크 그리어는 발리로 여행하여 그룹과 녹음했다. 추다마니의 창립 감독인 데와 푸투 베라타는 게임의 영상과 설명을 바탕으로 오리지널 곡을 만들었다. 갈라티가 신성한 음악의 샘플을 제시했을 때, 베라타는 그것이 부적절한지 알려주고 대신 비슷한 느낌의 새로운 곡을 만들었다. 한 곡의 음악에 대해 갈라티는 인도네시아 장례식에서 영감을 얻었다. 그 기원을 발견하자 수실로와 베라타는 원래 용도를 존중하지 않으려고 그것을 새로운 곡의 영감으로 사용했다. 게임에는 케나의 목소리를 맡은 라라산티, 수실로, 베라타의 딸이 부르는 음악이 포함되어 있다. 그녀의 연기는 2018년 투어 중 "마지막 순간"에 녹음되었다. 디즈니 영화에서 영향을 받았음에도 불구하고, 팀은 게임을 더 현실적으로 유지하기 위해 게임 내 뮤지컬 연주를 피했다.

## 출시 및 홍보
이 게임은 2020년 6월 11일 플레이스테이션의 미래 게임 이벤트에서 데뷔 트레일러와 함께 발표되었으며, 플레이스테이션 4, 플레이스테이션 5, 그리고 Windows로 2020년 후반에 출시될 예정이었다. 2020년 9월, 엠버 랩은 재택근무로 인한 개발 지연을 이유로 게임 출시를 2021년 1분기로 연기했다. 2021년 1월 가전제품 박람회에서 소니의 트레일러에서 게임 출시 창이 가는 글씨로 2021년 3월로 표기되었다. 소니는 나중에 트레일러에서 가는 글씨를 제거했다. 2021년 2월 소니의 스테이트 오브 플레이 발표에서 8월 24일 출시 날짜가 새로운 트레일러 출시와 함께 확정되었다. 2021년 7월, 엠버 랩은 모든 플랫폼에서 게임이 잘 완성되었는지 확인하기 위해 더 많은 시간이 필요하다는 이유로 게임을 9월 21일로 다시 연기했다. 마지막 출시 전 트레일러는 2021년 9월 20일에 공개되었다. 이 게임은 기간 한정 콘솔 독점작이며, Windows 버전은 1년 동안 에픽게임즈 스토어 독점이었다. 스팀에는 2022년 9월 27일에 출시되었다. 플레이스테이션 4 버전을 구매한 플레이어는 플레이스테이션 5 버전으로 무료로 업그레이드할 수 있다.
케나: 브릿지 오브 스피릿은 2021년 트라이베카 영화제에서 시연되었으며, 가상 참석자들은 한 시간짜리 데모를 플레이할 수 있었다. 게임은 첫 번째 트라이베카 게임 상을 놓고 경쟁했다. 트라이베카 게임 스포트라이트에는 게임의 새로운 게임플레이를 선보이는 새로운 트레일러가 포함되었다. 게임의 데모에 대한 반응은 긍정적이었다. 비평가들은 게임을 피크민, 젤다의 전설, 그리고 픽사 영화에 비유했다. PC 게이머의 로렌 모튼은 게임을 "극장 화면에 어울리는 세계에서 간결하고 자신감 있는 액션 어드벤처"라고 설명했으며, GamesRadar+의 샘 러버리지는 이 게임을 올해 가장 기대되는 게임 중 하나라고 불렀다. 2021년 9월 20일, 엠버 랩은 게임에 사진 모드가 포함되어 게임 내에서 사진을 찍을 수 있다고 발표했다. 플레이스테이션 4 및 플레이스테이션 5용 게임의 실물 버전이 발표되었으며, 맥시멈 게임즈가 2021년 11월 19일에 출시했다. 게임 출시 후, 마이크 그리어는 엠버 랩이 게임의 전투에 대한 가능한 확장을 고려하고 있다고 말했으며, 조시 그리어는 출시 후 다른 플랫폼 출시를 고려할 것이라고 말했다. 조시 그리어는 팀이 후속작을 만들지 확신하지 못했지만, 텔레비전이나 영화와 같은 다른 매체를 탐색할 의향이 있다고 말했다. 2021년 10월 한정된 시간 동안 롯 모자 3개가 할로윈 스타일로 게임에 추가되었으며, 12월에는 크리스마스 스타일 모자 3개, 2022년 2월 설날에는 호랑이 모자가 추가되었다.
이 게임은 2022년 9월 27일 첫 번째 기념일 콘텐츠 업데이트를 받았으며, 뉴 게임+, 접근성 기능, 케나를 위한 선택 가능한 의상, 게임플레이를 조정하는 차르무스톤 장착 가능, 그리고 영혼 가이드 시련이라는 새로운 게임 모드가 추가되었다. 팀은 의상을 얻는 데 어느 정도 플레이어 전문성이 필요하고, 플레이어가 스토리 전반에 걸쳐 만난 캐릭터를 떠올리게 하기를 원했다. 각 의상은 다른 캐릭터 세트를 기반으로 하며, 루수의 망토와 하나의 사첼과 같은 각 요소에서 요소를 가져왔다. 의상 추가로 애니메이션 팀은 천 물리학을 재검토할 수 있었으며, 종종 특정 포즈에 대해 손 애니메이션이 필요했다. 의상은 플레이어가 스토리 진행을 통해 사용할 수 있게 되는 영혼 가이드 시련을 완료하면 잠금 해제되며, 의상의 색상 변형은 영혼 가이드 시련 중 보너스 목표를 완료하여 잠금 해제된다. 디럭스 에디션 소유자는 독점 의상을 받았다. 오리지널 사운드트랙은 기념일을 위해 리마스터 및 확장되었다. 이 게임은 2023년 4월 플레이스테이션 플러스 게임 카탈로그에 추가되었으며, 6월 서비스 개편 1주년을 기념하기 위해 헤수스 마르티네스 델 바스가 그린 플레이스테이션 네트워크용 케나 아바타가 구독자에게 게시되었다. 2024년 6월, 엠버 랩은 이 게임이 엑스박스 원 및 Xbox Series X/S로 2024년 8월 15일에 독점적인 해적 테마 롯 모자와 함께 출시될 것이라고 발표했다. 실물 버전은 Xbox Series X로 출시되었다.

## 평가

### 비판적 반응
케나: 브릿지 오브 스피릿은 리뷰 집계 사이트 메타크리틱에 따르면 "일반적으로 호평"을 받았으며, 오픈크리틱에 따르면 비평가 중 85%가 이 게임을 추천했다. IGN의 미첼 살츠먼은 이 게임을 "엠버 랩의 훌륭한 첫 번째 게임으로, 뛰어난 예술 및 애니메이션 실력을 훌륭한 전투, 환상적인 세계 디자인, 그리고 액션, 플랫폼, 퍼즐 해결, 탐험의 훌륭한 균형과 결합했다"고 설명했다. 디지털 트렌드의 조반니 콜란토니오는 이 게임을 "고전적이고 현대적인 게임 디자인 개념을 쉽게 융합한 정교하게 제작된 모험"이라고 불렀고, 게임스팟의 필 혼쇼는 "모든 구석과 구석을 탐험하여 볼 수 있는 모든 것을 보고 싶게 만드는 흥미롭고 종종 가슴 아픈 여정"이라고 썼다. 덜 긍정적인 평가에서 코타쿠의 알렉스 워커는 이 게임을 "기계적으로 편안하고 끊임없이 시각적인 즐거움을 주지만, 약간의 야심이 부족하다"고 설명했다.
리뷰어들은 특히 게임의 예술적 디자인을 칭찬했다. 일부 비평가들은 엠버 랩의 이전 작품을 고려할 때 놀라지 않았으며, 여러 비평가는 픽사, 드림웍스 애니메이션, 그리고 스튜디오 지브리 영화에 비유했다. IGN의 살츠먼은 얼굴 애니메이션과 캐릭터 디자인을 칭찬했고, PCMag의 토니 폴란코는 그들이 캐릭터에 개성을 더했다고 썼다. 섁뉴스의 오지 메히아는 게임의 비주얼이 플레이스테이션 5에서 최고 수준이라고 간주했으며, 디지털 트렌드의 콜란토니오는 개발자가 "비디오 게임 애니메이션을 극한으로 밀어붙이고 있다"고 썼다. GamesRadar+의 레이첼 웨버는 적 디자인을 칭찬하며, 복제되었을 때도 계속 살아있는 느낌을 준다고 언급했다. 아트 디자인의 세부적인 환경과 색상 변화도 칭찬받았다. 일부 비평가들은 게임 플레이와 컷신 사이에 불일치가 있음을 발견했으며, 후자는 더 낮은 프레임 속도로 제작되었다. NME의 앨런 웬은 이것이 플레이스테이션 2 게임에 비유하며 시대에 뒤떨어졌다고 간주했다. 벤추어비트의 마이크 미노티는 아트 디자인을 칭찬했지만 "약간 단조로워지기 시작했다"고 느꼈고, 유로게이머의 말린디 헤트펠드는 설명의 부재로 인해 발리 및 일본 아이콘 사용에 의문을 제기했다.
여러 비평가들은 게임의 탐험과 퍼즐이 만족스럽고 상상력이 풍부하며 보람 있다고 생각한 반면, 다른 비평가들은 퍼즐이 반복적이거나, 그 해결책이 너무 간단하다고 느꼈다. 디지털 트렌드의 콜란토니오는 각 도구와 메카닉의 명확한 목적을 높이 평가했고, GamesRadar+의 웨버는 게임에서 최고의 퍼즐이 가장 도전적이라고 생각했다. Push Square의 스티븐 타일비는 게임의 진행과 페이싱을 높이 평가했고, IGN의 살츠먼은 플레이어 성장에 있어 더 제한적이라고 간주했다. 섁뉴스]]의 메히아는 활이 게임의 이동 퍼즐을 개선했지만, 폭탄은 "어색하고 서투른 느낌"을 주기 시작했다고 느꼈다. GamesRadar+의 웨버는 새로운 기술에 대한 설명이 명확하지 않다고 생각했고, 비디오 게임 크로니클의 조던 미들러는 그것이 전투 시퀀스에 거의 추가되지 않았다고 썼다. 여러 비평가들은 전투의 도전과 만족을 칭찬했다. 게임스팟의 혼쇼는 전투가 "일반적으로 어렵고 흥미진진하다"고 말했고, 롯의 추가는 그것을 "재미있고 지능적인 느낌"으로 만들었다고 말했다. 반면에, 일부 리뷰어들은 전투가 기본적이거나 영감을 받지 못했다고 생각했고, 회피와 패리가 일관성이 없거나 쓸모없다고 생각했다. 유로게이머의 헤트펠드는 표준 전투와 보스 전투 사이의 난이도가 불균형하다고 말했다. 리뷰어들은 플레이스테이션 5의 빠른 로딩 시간과 듀얼센스의 통합을 칭찬했다. Windows에서 PC 게이머의 캠프는 게임 후반부에 프레임 속도 저하가 일부 있었다고 언급했다.
게임의 롯 생명체는 비평가들로부터 칭찬을 받았으며, 많은 비평가들이 피크민 시리즈의 주인공 생명체와 비교했다. 여러 리뷰어들은 게임의 전투에서 롯의 참여를 칭찬했다. 게임스팟의 헤트펠드는 롯이 "케나를 비슷한 게임과 차별화시킨다"고 썼고, GamesRadar+의 웨버는 그들이 게임의 "다른 모든 측면을 향상시킨다"고 느꼈다. 게임레볼루션의 폴 탐부로는 그 생명체가 개발자의 애니메이션 기술을 보여주었으며, 그들의 커스터마이징을 높이 평가했다. Push Square의 타일비는 모든 상호 작용에서 그 생명체가 즐거웠다고 생각했고, NME의 웬은 그들이 케나보다 더 많은 개성을 가지고 있다고 간주했다. 반면에, 비디오 게임 크로니클의 미들러는 롯이 "거의 마케팅 연습처럼 느껴진다"고 썼다.
섁뉴스]]의 메히아는 게임의 내러티브가 강력하고 감정적이며, "기계적인 단점을 용서할 만큼 감동적이다"라고 언급했다. 디지털 트렌드의 콜란토니오는 게임의 스토리를 바람계곡의 나우시카와 모노노케 히메와 같은 미야자키 하야오 영화와 호의적으로 비교하며, 게임의 최고의 요소 중 하나로 간주했다. Push Square의 타일비는 내러티브가 예측 가능하지만, 지난 10년간의 "많은 애니메이션 영화처럼 낙관적이면서도 씁쓸한 분위기를 낸다"고 생각했다. 비디오 게임 크로니클의 미들러는 게임 스토리와 플레이어의 행동 사이의 불일치를 언급했으며, 글쓰기를 "B급 일루미네이션 애니메이션에서 볼 법한 것"이라고 설명했다. 그라이-온라인의 마투시아크와 뉴 뮤지컬 익스프레스의 웬은 내러티브가 기억에 남지 않는다고 생각했다. 비슷하게, 게임레볼루션의 탐부로는 내러티브가 잊혀지기 쉽다고 간주하며, 사별과 상실이라는 주제를 전달하는 데 감정의 부족으로 인해 영향을 미치지 않았다고 언급했다. PC 게이머의 캠프는 스토리가 불완전하게 느껴진다고 말했다. 게이밍볼트의 슈브한카르 파리자트는 게임 세계의 배경 이야기와 세부 사항이 주요 내러티브보다 더 나은 이야기를 들려준다고 느꼈다.
게임스팟의 혼쇼는 캐릭터 상호 작용이 세계의 각 영역을 더 살아있는 느낌으로 만들었다고 썼다. 섁뉴스]]의 메히아는 캐릭터 아크가 "가슴 아프다"고 간주했다. 반면에, 일부 리뷰어들은 캐릭터가 발전되지 않았거나 흥미롭지 않다고 생각했다. 코타쿠의 워커는 캐릭터 애니메이션에 대한 개발자의 기술을 칭찬했지만, Push Square의 타일비는 일부 캐릭터 디자인이 "조금 부족하다"고 생각했다. 유로게이머의 헤트펠드는 픽사에서 영감을 받은 캐릭터 디자인이 "이 모든 일본 이름을 가진 캐릭터들이 실제로 일본인인지 구별하기 어렵게 만들었다"고 썼다. 여러 리뷰어들은 주인공 케나의 캐릭터 개발 부족을 비판했다. IGN의 살츠먼은 더 알고 싶어했고, PC 게이머의 캠프는 그녀의 이야기에 대해 궁금하여 계속 플레이했다. 일부 비평가들은 캐스트의 연기를 칭찬했다. Jeuxvideo.com의 안티스타는 케나 역의 라라산티 연기를 칭찬했고, 코타쿠의 워커는 토시 역의 오다테를 칭찬했다. 반면에, 다른 비평가들은 성우 연기를 비판했다. 뉴 뮤지컬 익스프레스의 캠프는 침묵하는 주인공과 길버리시를 말하는 조연 캐릭터를 선호한다고 언급했다.
리뷰어들은 게임의 음악을 칭찬했다. Jeuxvideo.com의 안티스타는 분위기와 세부 사항에 대한 관심을 높이 평가하며 잊을 수 없다고 간주했다. 게임스팟의 혼쇼는 스코어를 "훌륭하고" "몰입감 있다"고 설명했고, 디스트럭토이드의 조던 데보르는 그것이 "고요하고" "몇 가지 이어웜"이 있다고 생각했다. 게임레볼루션의 탐부로는 게임의 문화적 영향에 대한 발리 음악의 반영을 칭찬했다. 게임 인포머의 앤드류 라이너는 "훌륭하게 작곡된 로우 키 멜로디에 흥얼거리고 있는 자신을 발견했다"고 말했다. 그라이-온라인의 마투시아크는 분위기 있는 사운드트랙을 칭찬했지만, 전투 중 효과적인 사운드 디자인이 부족하다고 언급했다.
여러 비평가들은 게임의 독창성과 다른 인기 게임에서 성공적인 요소를 차용한 것에 대해 언급했으며, 비욘드 굿 앤 이블, 잭 앤 댁스터, 그리고 젤다의 전설과 비교하며 호의적이거나 비호의적인 비교를 했다. 디지털 트렌드의 콜란토니오는 익숙한 구조적 비트가 "따뜻하고" "편안하다"고 생각했으며, IGN의 살츠먼은 그것이 "단순하고 정해진 형식적이지만, 우아하게 작동한다"고 간주했다. 코타쿠의 워커는 게임을 플레이스테이션 시대의 플랫폼 게임인 스파이로 더 드래곤과 타이 더 태즈메이니아 타이거에 비유했지만, 엠버 랩과 같은 작은 스튜디오의 첫 작품에 대한 비판적인 비교는 가혹하게 느껴진다고 언급했다. Push Square의 타일비는 플레이스테이션 2 시대 액션 플랫폼 게임에 대한 회상을 높이 평가했다. 비슷하게, 디스트럭토이드의 데보르는 이 게임을 "검증된 옛 시대 플랫폼 게임에 대한 화려하고 현대적인 시각"이라고 비유하며, 그는 "기본적"이라고 간주했다. Jeuxvideo.com의 안티스타는 게임에서 친숙함을 느꼈지만, 그 개성에서 독특함을 높이 평가했다. 폴리곤의 이완 윌슨은 "어떤 독창적인 정체성의 부재"는 상상력 부족을 나타내며, 스튜디오 지브리와 모노노케 히메와 같은 영화와의 특정 유사점을 강조했다. 윌슨은 이 게임을 "갓 오브 워의 잔혹한 마무리 동작이 없는 ... 고스트 오브 쓰시마의 방대한 캐릭터 캐스트가 없는 ... 호라이즌 제로 던의 넓은 범위가 없는" 게임이라고 설명했다. NME의 웬은 엠버 랩이 미래에 더 독창적인 프로젝트를 위해 영감에 계속 의존하기를 희망했다.

### 수상
케나: 브릿지 오브 스피릿은 휴스턴 프레스에서 올해의 게임을 수상했으며, 아르스 테크니카, 게임스팟, GamesRadar+, 그리고 USA 투데이에서 올해 최고의 게임 중 하나로 선정되었다. 제39회 골든 조이스틱 어워즈에서 플레이스테이션 올해의 게임 후보에 올랐다. 더 게임 어워즈 2021에서 최고의 독립 게임과 최고의 데뷔 독립 게임을 수상했다. 최고의 아트 디렉션 후보에 올랐고, 청중 투표 플레이어의 목소리 상을 위해 선정된 30개 게임의 첫 번째 라운드에 포함되었다. 플레이스테이션 블로그에서 게임은 올해의 독립 게임을 수상했으며, 최고의 그래픽 쇼케이스에서 4위 후보에 올랐다. 제1회 아랍 게임 어워즈에서 최고의 독립 게임을 수상했으며, 제49회 애니상, 제18회 영국 아카데미 게임상, 제33회 GLAAD 미디어상, 그리고 제11회 뉴욕 게임 어워즈에서 각각 한 개의 상을 후보에 올랐고, 제22회 게임 디벨로퍼스 초이스 어워드에서 두 개의 상, 그리고 제25회 D.I.C.E. 어워즈에서 네 개의 상을 후보에 올랐다. SXSW 게이밍 어워즈에서 네 개의 후보 지명으로 가장 많은 후보 지명을 받았고, 그중 한 개를 수상했으며, 웨비상에서 두 개의 후보 지명 중 한 개를 수상했다. 메인 테마 음악인 "Beneath Worlds"는 제20회 게임 오디오 네트워크 길드 어워즈에서 최고의 메인 테마를 수상했다.
| 시상식                        | 날짜             | 부문                                            | 수상자 및 후보자                                         | 결과    | Ref.    |
| ----------------------------- | ---------------- | ----------------------------------------------- | -------------------------------------------------------- | ------- | ------- |
| 애니상                        | 2022년 3월 12일  | 비디오 게임 캐릭터 애니메이션 부문 뛰어난 업적  | 케나: 브릿지 오브 스피릿                                 | 후보    | [ 97 ]  |
| 영국 아카데미 게임상          | 2022년 4월 7일   | 애니메이션                                      | Hunter Schmidt                                           | 후보    | [ 98 ]  |
| D.I.C.E. 어워즈               | 2022년 2월 24일  | 애니메이션 부문 뛰어난 업적                     | Hunter Schmidt                                           | 후보    | [ 102 ] |
| D.I.C.E. 어워즈               | 2022년 2월 24일  | 아트 디렉션 부문 뛰어난 업적                    | Mike Grier, Wanchana "Vic" Intrasombat, Julian Vermeulen | 후보    | [ 102 ] |
| D.I.C.E. 어워즈               | 2022년 2월 24일  | 캐릭터 부문 뛰어난 업적                         | 케나 (글쓴이 조시 그리어, 성우 데와 아유 데위 라라산티)  | 후보    | [ 102 ] |
| D.I.C.E. 어워즈               | 2022년 2월 24일  | 오리지널 음악 작곡 부문 뛰어난 업적             | 제이슨 갈라티, 이 데와 푸투 베라타                       | 후보    | [ 102 ] |
| 더 게임 어워즈                | 2021년 12월 9일  | 최고의 독립 게임                                | 케나: 브릿지 오브 스피릿                                 | 수상    | [ 93 ]  |
| 최고의 데뷔 독립 게임         | 2021년 12월 9일  | 케나: 브릿지 오브 스피릿                        | 수상                                                     |         | [ 93 ]  |
| 최고의 아트 디렉션            | 2021년 12월 9일  | 케나: 브릿지 오브 스피릿                        | 후보                                                     | [ 107 ] |         |
| 게임 디벨로퍼스 초이스 어워드 | 2022년 3월 23일  | 최고의 데뷔                                     | 케나: 브릿지 오브 스피릿                                 | 후보    | [ 101 ] |
| 게임 디벨로퍼스 초이스 어워드 | 2022년 3월 23일  | 최고의 비주얼 아트                              | 케나: 브릿지 오브 스피릿                                 | 후보    | [ 101 ] |
| GLAAD 미디어상                | 2022년 4월 2일   | 뛰어난 비디오 게임                              | 케나: 브릿지 오브 스피릿                                 | 후보    | [ 99 ]  |
| 골든 조이스틱 어워즈          | 2021년 11월 23일 | 플레이스테이션 올해의 게임                      | 케나: 브릿지 오브 스피릿                                 | 후보    | [ 92 ]  |
| 뉴욕 게임 어워즈              | 2022년 2월 1일   | 센트럴 파크 어린이 동물원 최고의 어린이 게임 상 | 케나: 브릿지 오브 스피릿                                 | 후보    | [ 100 ] |
| The Steam Awards              | 2023년 1월 3일   | 뛰어난 비주얼 스타일                            | 케나: 브릿지 오브 스피릿                                 | 후보    | [ 108 ] |
| SXSW 게이밍 어워즈            | 2022년 3월 12일  | 올해의 독립 게임                                | 케나: 브릿지 오브 스피릿                                 | 수상    | [ 104 ] |
| SXSW 게이밍 어워즈            | 2022년 3월 12일  | 애니메이션, 아트, 비주얼 업적 우수성            | 케나: 브릿지 오브 스피릿                                 | 후보    | [ 103 ] |
| SXSW 게이밍 어워즈            | 2022년 3월 12일  | 오리지널 스코어 우수성                          | 케나: 브릿지 오브 스피릿                                 | 후보    | [ 103 ] |
| SXSW 게이밍 어워즈            | 2022년 3월 12일  | 내러티브 우수성                                 | 케나: 브릿지 오브 스피릿                                 | 후보    | [ 103 ] |
| 웨비상                        | 2022년 4월 26일  | 게임, 어드벤처                                  | 케나: 브릿지 오브 스피릿                                 | 수상    | [ 105 ] |
| 웨비상                        | 2022년 4월 26일  | 게임, 최고의 아트 디렉션                        | 케나: 브릿지 오브 스피릿                                 | 후보    | [ 105 ] |

## 판매량
케나: 브릿지 오브 스피릿은 한 달 만에 본전 치기를 했다. 조시 그리어는 소니가 결과에 "만족했다"고 말했다. 2021년 9월 유럽에서 가장 많이 다운로드된 플레이스테이션 5 게임이었고, 북미에서는 세 번째로 많이 다운로드된 게임이었다. 플레이스테이션 4 버전은 유럽에서 16위였다. 10월에는 유럽에서 다섯 번째로 많이 다운로드된 플레이스테이션 5 게임이었고 북미에서는 15위였다. 12월에는 북미에서 아홉 번째였다. 전체적으로 올해 유럽에서 일곱 번째로 많이 다운로드된 플레이스테이션 5 게임이었고 북미에서는 20위였다. 2022년 1월에는 유럽에서 12위, 북미에서 18위를 차지했다. 2월에는 유럽에서 17위, 4월에는 유럽에서 13위, 북미에서 19위를 차지했다. 엠버 랩에 따르면, 2023년 4월까지 플레이어들은 "4천만 개 이상의 롯과 800만 개 이상의 고유한 모자"를 발견했다.